# Identity V
Identity V (кит. 第五人格) — это бесплатная асимметричная многопользовательская игра в жанре survival horror, разработанная и выпущенная китайской компанией NetEase Games в сотрудничестве с Behaviour Interactive, создателями Dead by Daylight. Игроки берут на себя роль Охотника или Выжившего в игре «один против четырёх»; Задача Охотника — выслеживать и устранять Выживших, как правило, с помощью ракетных кресел, а Выжившие должны избегать Охотника и сотрудничать, чтобы открыть ворота выхода, расшифровывая шифровальные машины. У каждого участника фракций есть свои навыки и способности, которые по разному влияют на игровую ситуацию.
Изначально игра была выпущена 2 апреля 2018 года компанией NetEase в Китае, а затем 5 июля 2018 года — по всему миру для пользователей iOS и 11 июля 2018 года — для клиентов Android. В настоящее время она доступна в App Store, Google Play и для операционной системы Windows.

## Игровой процесс

### Базовый игровой процесс
Пять игроков делятся на две фракции: один игрок выступает в роли Охотника, а остальные четверо — в роли Выживших, у которых разные роли в матче. Цель Охотника — уничтожить всех Выживших, прежде чем они смогут сбежать, преследуя их и сажая на ракетные кресла. Тем временем Выжившие стремятся сбежать через два выхода после того, как расшифруют пять шифровальных машин, или через люк, если остался только один Выживший, расшифровавший хотя бы две шифровальные машины.
Охотник побеждает в матче, уничтожив как минимум трёх Выживших, в то время как Выжившие побеждают, если трое и более из них сбегают через ворота; в противном случае, если сбегают двое Выживших, а двое других погибают, игра заканчивается ничьёй. Выжившие могут спасти своих товарищей по команде из ракетных кресел до окончания процесса устранения. После устранения Выжившие могут наблюдать за своими товарищами по команде в игре. Награды варьируются в зависимости от режима игры и результатов игроков.
На выбор предлагаются различные персонажи, каждый из которых обладает уникальными способностями. Охотники также обладают "дополнительными навыками" — талантами, которые могут помочь Охотнику во время матча, а Выжившие могут использовать окружение карты в своих интересах.

### Персона
"Паутина талантов", также известная как "Персона", даёт обеим фракциям дополнительные преимущества во время матчей. Различные таланты дают разные особенности, такие как выделение ближайших союзников для Выживших или сокращение времени восстановления после атаки для Охотников. Максимальное количество очков, которые можно использовать, — 120. При настройки Персоны можно настроить до двух особых способностей, которые значительно влияют на процесс игры.

### Рейтинговые матчи
В Identity V есть две разные системы ранжирования: очки персонажей и ранги. Обе используются только в рейтинговых матчах, доступных в определённые часы в течение дня.
Очки персонажа зарабатываются в рейтинговых матчах с определенным персонажем и используются для определения места в таблице лидеров. За достижение определённых мест в рейтинге игрок может получить особый бейдж персонажа. Очки персонажа присущи каждому персонажу и могут постепенно уменьшаться со временем. Очки персонажа также обнуляются с началом нового сезона.
В Identity V также есть восемь рангов, разделённых на подгруппы, в которые игроки могут переходить в зависимости от своих результатов. За победу в рейтинговых матчах начисляются рейтинговые очки, а за поражение — вычитаются. Как только будет набрано определённое количество рейтинговых очков, игрок может перейти в следующую подгруппу, если наберёт рейтинговые очки в следующем рейтинговом матче. От того, в какой подгруппе окажется игрок, будет зависеть награда, которую он получит по окончании сезона. Как и в случае с очками персонажа, при наступлении нового сезона уровни сбрасываются.
Помимо обычных рейтинговых матчей, игроки могут участвовать в рейтинговых матчах для пяти игроков. В рейтинговом режиме для пяти игроков используется другой набор уровней и подразделений, но в остальном сохраняются те же правила, что и в обычных рейтинговых матчах.

### Дополнительные игровые режимы
- Дуэт Охотников (англ. "Duo Hunters"). Техника игры в этом режиме не отличается от быстрых матчей, но есть некоторые особенности. В матче принимает участие восемь Выживших и два Охотника. Задача Выживших — расшифровать семь шифровальных машин, расположенных на карте, в то время как охотники должны поймать, посадить на ракетные стулья и отправить обратно в поместье более четырёх выживших. Помимо шифровальных машин на карте находится пять телефонных будок, в которых Выжившие и Охотники могут приобрести за накопленные очки вещи, которые облегчат им игру. Охотники одерживают победу, когда устраняют более четырёх Выживших, и, соответственно, Выжившие побеждают, если сбежать удалось более чем четырём игрокам. В случае, если было устранено 4 Выживших, а остальным удалось сбежать, матч заканчивается ничьёй.
- Блэкджек (англ. "Blackjack"). Игровой режим, основанный на карточной игре Блэкджек. Перед началом матча каждый игрок выбирает Выжившего и Охотника, за которого будет играть в процессе. Каждый раунд роль Охотника передаётся новому игроку. Задача игроков набрать 21 очко, сбрасывая карты и получая бонусы в магазине.
- Таро (англ. "Tarot"). Игроки разделяются на две команды, каждая из которых включает в себя четыре персонажа: трое Выживших и одного Охотника. Роль Охотника — Рыцарь. Ему нужно посадить три раза на стул вражеского Короля. У выживших есть две роли: Король и Пешки. Королю нужно убегать от Охотника как можно дольше, пока Рыцарь ловит вражеского. Задача Пешек — защищать Короля, используя способности персонажей, а также предметы, которые можно приобрести за накопленные очки. В специальной режиме под названием "Хрустальный Шар" (англ. "Crystal Ball Mode") некоторые персонажи получают временные усиления, активируя хрустальные шары.
- Погоня за тенями (англ. "Chasing Shadows"). В режиме гонок участвует 6 игроков, которые должны пробежать по заданному маршруту и дважды пройти ипподром. Как только первый игрок доберётся до финиша, начнётся 30-секундный обратный отсчёт до окончания игры. Игроки могут принимать участие как в одиночку, так и по командам из 2-ух человек. В одиночном режиме рейтинг будет выстраиваться на основе времени прибытия к финишу, а в командном режиме на основе общего количества рейтинговых очков, набранных двумя игроками в команде.
- Безумная рапсодия (англ. "Frenzy Rhapsody"). Режим с элементами игры в вышибалы. В матче участвует 6 игроков, которые разделены на 2 команды из трёх человек. Задача каждой команды — попасть мячом как в можно большее количество участников вражеской команды и отбиваться от бросков в процессе.
- Прятки (англ. "Hide and Seek"). "Прятки" — это режим для 8 игроков в формате 2 на 6. Два «монстра» (охотника) должны найти 6 непослушных детей (выживших), спрятавшихся в поместье, за отведённое время. Игра заканчивается, когда все непослушные дети будут найдены или обратный отсчёт достигнет нуля.
- Подражатель (англ. "Copycat"). Режим представляет из себя собой интеллектуальную битву между 10 игроками, разделёнными на 3 фракции: "Детективы", "Подражатели" и "Таинственные гости", у каждой из которых есть свои условия победы. Этот игровой режим во многом вдохновлён социальными играми на дедукцию, такими как "Мафия" и "Among Us".

## Сюжет
Сюжет развивается вокруг детектива по имени Орфей, который прибывает в поместье Олетус, где и происходит действие игры. Поместье Олетус — это большое поместье, принадлежащее таинственному человеку, который устраивает «игры» между Охотником и Выжившими. На протяжении всего своего пребывания Орфей собирает доказательства из «дневников», что позволяет ему представить «игры» с точки зрения участника.
28 октября 2021 года NetEase выпустила крупное дополнение под названием "Time of Reunion", которое расширило сюжетную линию, в частности прошлое Орфея и его участие в играх поместья. 20 апреля 2023 года NetEase выпустила обновление 2.0 "Ashes of Memory", в котором главная героиня становится Алиса ДеРосс, журналистка, чьи расследования приводят её в поместье Олетус.

## Отзывы критиков
Дэйв Обри из Pocket Gamer похвалил игру за систему умений и древа навыков, поставив ей оценку 3,5/5. Журналист сайта Ginx.tv Коул Подани похвалил сюжет, игровой процесс и художественный стиль проекта, а также его способ распространения посредством free-to-play.

## Кроссоверы
В игре проходило множество кроссоверов.
Identity V сотрудничала с франшизами видеоигр Danganronpa и Persona,  фильмом Эдвард Руки-ножницы, а также с аниме и мангами Обещанный Неверленд, Тетрадь смерти, Дзюндзи Ито, Проза бродячих псов, Детектив Конан и другие. Также существуют кроссоверы, эксклюзивные для китайской версии игры, например, коллаборации с McDonald's, Fei Ren Zai (кит. 非人哉) и KFC.
В 2020 году в коллаборации с Эшли Вудом был выпущен новый персонаж — "Нежить" (англ. "Undead"), а также в 2022 году вышли коллекционные фигурки двух игровых персонажей — Джокера и Гейши в стиле художника.
С июня по июль 2022 года в Identity V было проведено совместное мероприятие с китайским донхуа Link Click. Identity V также сотрудничала с игрой Project Zero II с ноября по декабрь 2023 года. С февраля по март 2025 года Identity V сотрудничала с фондом Артура Конан Дойла.